# Humans (serie televisiva)
Humans è una serie televisiva britannica di fantascienza trasmessa dal 14 giugno 2015 su Channel 4.
Si tratta di un rifacimento della serie svedese Real Humans (Äkta människor), il quale analizza gli effetti dell'intelligenza artificiale sulla società dalla prospettiva della normale vita domestica.

## Trama
In una dimensione parallela contemporanea, il dispositivo tecnologico più in voga del momento è il cosiddetto synth, un avanzato androide dalle sembianze molto simili a quelle umane, ideato allo scopo di diventare un badante domestico per famiglie o un operaio per compiti più umili. Persone come George Millican, un anziano rimasto vedovo, lo usano non solo per essere aiutati nella vita quotidiana, ma anche come un dispositivo da compagnia, verso il quale può svilupparsi un legame affettivo. Nel Regno Unito una famiglia dei sobborghi, la famiglia Hawkins, ne compra uno ricondizionato, scoprendo presto che tale modello possiede capacità molto più avanzate di quelle pubblicizzate, comportandosi e pensando in modo simile ad un essere umano, con una propria volontà.
Il synth degli Hawkins non è l'unico esemplare con tale caratteristica, ma è membro di un ristretto gruppo di dispositivi che alcuni, come Leo, figlio del professore che ha ideato il codice in grado di far sviluppare una libera volontà ai robot, cercano di proteggere, mentre altri, in particolare l'ingegnere Edwin Hobb, cercano di neutralizzare profetizzando un'imminente singolarità tecnologica.

## Episodi
| Stagione         | Episodi | Prima TV Regno Unito | Pubblicazione Italia |
| ---------------- | ------- | -------------------- | -------------------- |
| Prima stagione   | 8       | 2015                 | 2016                 |
| Seconda stagione | 8       | 2016                 | 2017                 |
| Terza stagione   | 8       | 2018                 | 2019                 |

## Personaggi e interpreti

### Personaggi principali

#### Umani
- Laura Hawkins, interpretata da Katherine Parkinson, doppiata da Barbara De Bortoli.
È una brillante avvocata, sposata con tre figli.
- Joseph "Joe" Hawkins, interpretato da Tom Goodman-Hill, doppiato da Alberto Bognanni.
È il marito di Laura, il quale decide di comprare un synth anche per aiutare il suo matrimonio.
- Matilda "Mattie" Hawkins, interpretata da Lucy Carless, doppiata da Jessica Bologna.
È la figlia teenager, ribelle e cinica, di Laura e Joe.
- Sophie Hawkins, interpretata da Pixie Davies, doppiata da Beatrice De Mei.
È la figlia più piccola di Laura e Joe.
- Toby Hawkins, interpretato da Theo Stevenson, doppiato da Danny Francucci.
È il figlio maschio di Laura e Joe.
- Leo Elster, interpretato da Colin Morgan, doppiato da Paolo Vivio.
È il figlio del programmatore che ha creato il codice che consente ai robot di sviluppare una propria libera volontà. Cerca di proteggere tale tipo di synth, che considera fratelli, ed è alla ricerca di una di loro a cui è stato particolarmente legato.
- Pete Drummond, interpretato da Neil Maskell, doppiato da Francesco Cavuoto.
È un detective della polizia, membro della Special Technologies Task Force, che gestisce i casi che coinvolgono gli androidi.
- Edwin Hobb, interpretato da Danny Webb, doppiato da Roberto Chevalier.
È il professore che guidava il progetto sui synth insieme al loro creatore David Elster, abbandonando il progetto per seguire piani diversi. Ora cerca di recuperare gli esemplari in grado di sviluppare pensieri propri per distruggerli o riprogrammarli, per evitare che questi possano un giorno sottomettere gli umani.
- George Millican, interpretato da William Hurt, doppiato da Gino La Monica.
È un anziano vedovo che sviluppa un legame affettivo con il suo synth Odi, che tratta come un figlio più che un semplice robot. È anche uno degli ingegneri che hanno sviluppato i primi synth.
- Jill Drummond, interpretata da Jill Halfpenny, doppiata da Emanuela D'Amico.
È la moglie del detective Peter.
- Harun Khan, interpretato da Manpreet Bachu.
È il fidanzato di Mattie.
- Seraph Sam, interpretato da Billy Jenkins.
- Athena Morrow, interpretata da Carrie-Anne Moss, doppiata da Francesca Guadagno.
- Milo Khoury, interpretato da Marshall Allman, doppiato da Daniele Giuliani.
- Neil Sommer, interpretato da Mark Bonnar, doppiato da Andrea Lavagnino.
- Neha Patel, interpretata da Thusitha Jayasundera, doppiata da Michela Alborghetti.
- Tristan, interpretato da Phil Dunster, doppiato da Ezio Conenna.

#### Synth
- Anita/Mia, interpretata da Gemma Chan, doppiata da Claudia Catani.
È il nuovo synth comprato dalla famiglia Hawkins, che sembra sviluppare comportamenti simili a quelli umani.
- Karen Voss, interpretata da Ruth Bradley, doppiata da Anna Cugini.
È una detective collega di Peter.
- Niska, interpretata da Emily Berrington, doppiata da Deborah Ciccorelli.
Synth programmato per essere una prostituta, dotata di libera volontà.
- Max, interpretato da Ivanno Jeremiah, doppiato da Gianluca Crisafi.
È il synth di Leo, dotato di libera volontà.
- Odi, interpretato da Will Tudor, doppiato da Marco Barbato.
È il synth del dottor Millican, il quale dopo sei anni è divenuto obsoleto.
- Simon, interpretato da Jack Derges, doppiato da Marco Vivio.
È il synth dei Drummond.
- Fred, interpretato da Sope Dirisu, doppiato da Sacha Pilara.
È un altro dei synth in grado di provare emozioni umane, in fuga da Hobb.
- Vera, interpretata da Rebecca Front, doppiata da Alessandra Cassioli.
È il nuovo synth che dovrebbe sostituire Odi.
- V, interpretata/o da Chloe Wicks (st. 2) e Will Tudor (st. 3), doppiata/o da Giuppy Izzo (st. 2) e Marco Barbato (st. 3).
- Hester, interpretata da Sonya Cassidy, doppiata da Gemma Donati.
- Agnes, interpretata da Holly Earl.
- Anatole, interpretato da Ukweli Roach, doppiato da Simone Crisari.
- Stanley, interpretato da Dino Fetscher.

### Personaggi ricorrenti
- Lindsey Kiwanuka, interpretata da Ellen Thomas.
- Robert, interpretato da Jonathan Aris.
- David Elster, interpretato da Stephen Boxer.
- Renie, interpretata da Letitia Wright, doppiata da Roberta De Roberto.
- Astrid, interpretata da Bella Dayne, doppiata da Roisin Nicosia.
- Flash, interpretata da Ritu Arya, doppiata da Lidia Perrone.
- Ed, interpretato da Sam Palladio, doppiato da Emiliano Coltorti.
- Ji Dae-Sun, interpretato da Akie Kotabe.

### Personaggi secondari
- Jansen, interpretato da Anthony Flanagan, doppiato da Raffaele Carpentieri.
- Tabitha, interpretata da Nathalie Armin, doppiata da Elena Morara.
- Dott. Sanchez, interpretato da Simon Harrison, doppiato da Luca Mannocci.
- Iris, interpretata da Sheila Reid, doppiata da Graziella Polesinanti.
- Paul, interpretato da Philip Barantini, doppiato da Gabriele Vender.

## Produzione
La casa di produzione britannica Kudos Film & Television acquisì i diritti televisivi per realizzare un remake della serie svedese nota con il titolo internazionale Real Humans già nel novembre del 2011, prima ancora che l'opera originaria debuttasse in Svezia nel mese di gennaio 2012. L'adattamento, curato da Sam Vincent e Jonathan Brackley, è co-prodotta insieme alla Matador Films, casa svedese produttrice di Real Humans, mentre Lars Lundström, ideatore della stessa, figura tra i produttori esecutivi. Nel mese di aprile 2014 Channel 4 commissionò la produzione della serie insieme alla Microsoft, interessata a produrre contenuti originali per la piattaforma Xbox, prima di rinunciare al progetto nel corso dell'anno. Nel mese di settembre 2014 alla Microsoft subentrò quindi l'emittente via cavo AMC come finanziatore del progetto.
In prossimità dell'inizio delle riprese, durante il mese di ottobre 2014, fu svelato il cast principale, comprendente William Hurt, Katherine Parkinson, Tom Goodman-Hill, Colin Morgan, Rebecca Front, Neil Maskell e Gemma Chan; fanno parte del cast anche Lucy Carless, Pixie Davis, Ivanno Jeremiah, Theo Stevenson, Emily Berrington, Will Tudor, Danny Webb e Sope Dirisu.
Sull'ambientazione la serie, Jonathan Brackley presentando la serie con Sam Vincent ebbe occasione di dichiarare: «Non vogliamo rappresentare questo mondo come una distopia o un'utopia, vogliamo rappresentare i pregi e i difetti di questo mondo. Proviamo a dire qualcosa sulla natura della tecnologia, la nostra relazione con essa e cosa ci sta facendo sia in termini positivi che negativi».
Il 31 luglio 2015 fu confermata la produzione di una seconda stagione, composta come la prima da otto episodi. Il 28 marzo 2017, la serie viene rinnovata anche per una terza stagione
Il 20 maggio 2019 viene ufficializzata la cancellazione della quarta stagione tramite un post del produttore Sam Vincent su twitter, il motivo principale sono i bassi ascolti ottenuti sia in Regno Unito che negli Stati Uniti.

## Distribuzione
Humans ha debuttato il 14 giugno 2015 su Channel 4. Sull'emittente statunitense AMC, co-produttrice della serie, è in onda dal 28 giugno 2015.
In Italia è stata pubblicata dal 4 maggio 2016 sul servizio on-demand TIMvision.

### Promozione
I primi teaser trailer vennero diffusi dal mese di marzo 2015. Per promuovere la serie Channel 4 ha anche creato un sito, personasynthetics.com, dedicato alla fittizia compagnia produttrice dei synth, i robot protagonisti della fiction.

## Accoglienza

### Ascolti
Nel Regno Unito, il 14 giugno 2015, il primo episodio fu seguito complessivamente da circa quattro milioni di spettatori, di cui 3,45 milioni, pari ad uno share del 15,6%, registrati durante la prima trasmissione su Channel 4 e 586.000 in quella immediatamente successiva sulla versione +1 dello stesso canale. Si tratta di un'audience più alta rispetto ai precedenti debutti di programmi originali su Channel 4, circa tre volte superiore alla precedente media del canale nella stessa fascia oraria, dalle 21 alle 22 di domenica. Ascolti ritenuti soddisfacenti furono registrati anche dalla première negli Stati Uniti, seguita su AMC da 1,7 milioni di spettatori.

### Critica
Il critico Sam Wollaston del The Guardian ha descritto Humans come un brillante thriller ad alta tensione, esaltando quanto la trama risulti realistica, fondata molto sulla scienza e sulle moderne conquiste tecnologiche più che sulla mera fantascienza. Secondo John Plunkett del Daily Mail la serie combina «una sceneggiatura arguta con un cast superbo», mentre Ellen E Jones sul quotidiano The Independent ha apprezzato come gli autori siano riusciti a creare un'ambientazione «spiacevolmente verosimile».
Per Jasper Rees del Telegraph si tratta di un distopico thriller fantascientifico e un dramma familiare satirico, il quale finisce per risultare «sovraccarico» a livello concettuale, ma funzionando bene come allegoria per le forme di schiavitù moderna. Generalmente positive sono state anche le recensioni negli Stati Uniti. Per Matt Roush di TV Guide, che l'ha valutata con quattro stelle e mezzo su cinque, è una serie brillante caratterizzata da una suspense inquietante, che si percepisce subito come un classico umanistico, in modo simile a The Twilight Zone. Secondo Brian Tallerico di RogerEbert.com si aggiunge in modo intelligente alla lista di opere che riflettono su cosa significhi essere umani, con una «forte sceneggiatura, interpretazioni interessanti e, soprattutto, un tono allarmante e sconcertante che ci costringe a mettere in discussione esattamente ciò che vogliamo che accada». Per Tim Goodman del The Hollywood Reporter Humans, come spesso accade nella fantascienza, ripropone temi già visti, ma riesce ad offrire una rivisitazione accattivante; il critico statunitense ha inoltre particolarmente apprezzato l'interpretazione di Gemma Chan.